# Fonds européen d'aide aux plus démunis
Le Fonds européen d'aide aux plus démunis (FEAD) est un programme de l'Union européenne créé en 2014, en remplacement du Programme européen d'aide aux plus démunis (PEAD). 
Il soutient financièrement les actions menées par les États membres et les associations caritatives de l'UE pour apporter une assistance matérielle aux plus démunis. Il s'agit notamment de denrées alimentaires, de vêtements et d'autres biens essentiels ; l'assistance matérielle s'accompagne de mesures d'intégration sociale, notamment des services de conseil et d'assistance visant à aider les personnes à sortir de la pauvreté.

## Historique
À la suite de l'arrêt du 13 avril 2011 de la Cour de justice de l'Union européenne (CJUE), le PEAD a été stoppé car ne remplissant plus sa fonction initiale d'absorption des surplus produits par l'agriculture européenne à des fins caritatives. L'importance prise par les achats réalisés par l'UE est devenue telle que la CJUE a considéré que le PEAD n'était plus lié à la PAC mais relevait de l'aide sociale directe, et devait donc être financée dans ce cadre, lequel n'est pas communautarisé.
Un accord politique a été formalisé le 11 novembre 2011 par les États membres afin de pérenniser le système d'aide sous une autre forme ; la Commission européenne en accord avec le Parlement européen et le Conseil européen a proposé, le 14 octobre 2012, un nouveau fonds visant à remplacer le PEAD à partir de 2014. Ce nouveau fonds, créé par un règlement européen du 11 mars 2014, a été dénommé : Fonds européen d'aide aux plus démunis (FEAD).
Pour la prochaine programmation (2021-2027), les crédits du FEAD seront intégrés au FSE+, qui portera les moyens que l’Union européenne consacre à l’aide alimentaire.

## Objectifs
Le fonds contribue à atteindre plusieurs objectifs de la politique sociale faisant partie des compétences de l'UE : l'atténuation des formes les plus graves de pauvreté en apportant une assistance non financière aux personnes les plus démunies par le biais d'une aide alimentaire et/ou d'une assistance matérielle. La stratégie Europe 2020 donne pour objectif la réduction d'au moins 20 millions le nombre de personnes menacées de pauvreté et d'exclusion sociale.

## Fonctionnement
Les États membres établissent des programmes nationaux sur une période de six ans (actuellement 2014-2020) et la Commission européenne les valide et vérifie que les États les cofinancent (avec un minimum de 15 %). Les autorités compétentes de chaque pays choisissent des organisations partenaires (souvent non gouvernementales) qui fournissent une assistance sur le terrain.
La France, qui est le premier État membre dont le programme FEAD est adopté, dispose d'un budget alloué de 499 millions d'euros pour la période 2014-2020 (dont 88 millions d'euros provenant de ressources nationales). Tirant les conséquences de la jurisprudence rendue par le CJUE, la politique de lutte contre l'insécurité alimentaire est pilotée depuis 2011 par le ministère chargé de l'action sociale. Un décret du 26 juillet 2019 rappelle les conditions permettant à une personne morale de postuler pour bénéficier du dispositif, dans le cadre d'un cahier des charges fixé tous les cinq ans par le ministre chargé de l'action sociale.
Le FEAD propose également des services de conseil et d'assistance afin d’œuvrer dans tous les domaines de l'insertion sociale et professionnelle : apprentissage, recherche d'emploi, culture, loisirs, etc. ; il vient aussi en complément du Fonds social européen (FSE).

## Budget
La Commission avait prévu une enveloppe de 2,5 milliards d'euros au fonds pour la période 2014-2020, ce qui représentait une baisse d'un milliard d'euros en comparaison aux 500 millions d'euros par année qui étaient précédemment consacrés au PEAD. Le montant a été revu à la hausse et a été budgété à hauteur de 3,8 milliards d'euros.

## Appels d'offres et marchés nationaux
FranceAgriMer est critiqué pour sa gestion, en France, du Fonds européen d’aide aux plus démunis (FEAD). En 2016, la Commission européenne suspend brièvement le versement de l'aide à la France en raison d'un « manque de transparence et un défaut de contrôle interne et de prévention des risques » de FranceAgriMer. En 2019, l'établissement public France AgriMer est critiqué, toujours dans le cadre de sa gestion du FEAD, lors de la controverse des «  faux steaks ».
Un marché du FEAD avec une entreprise danoise, portant sur 360 tonnes d'escalopes de poulet contenant une teneur en eau supérieure aux normes européennes donne lieu en septembre 2019 à une enquête de l'État français.

## Compléments